# 安特里姆鎮區 (明尼蘇達州沃通旺縣)
安特里姆鎮區（英語：Antrim Township）是位於美國明尼蘇達州沃通旺縣的一個行政鎮區，於1867年設立。

## 地方資料
安特里姆鎮區的面積為92.52平方千米，當中陸地面積為92.46平方千米，而水域面積為0.06平方千米。根據2020年美國人口普查的數據，當地共有人口266人，而人口密度為每平方千米2.88人。